# Resolutie 1786 Veiligheidsraad Verenigde Naties
Resolutie 1786 van de Veiligheidsraad van de Verenigde Naties werd unaniem door de VN-Veiligheidsraad aangenomen op 28 november 2007 en stelde de Belg Serge Brammertz aan als openbaar aanklager van het Joegoslavië-tribunaal.

## Achtergrond
In 1980 overleed de Joegoslavische leider Tito, die decennialang de bindende kracht was geweest tussen de zes deelstaten van het land. Na zijn dood kende het nationalisme een sterke opmars en in 1991 verklaarde Bosnië en Herzegovina zich onafhankelijk. De Servische minderheid in het land kwam hiertegen in opstand en begon een burgeroorlog, waarbij ze probeerden de Bosnische volkeren te scheiden. Tijdens die oorlog vonden massamoorden plaats waarbij tienduizenden mensen omkwamen. In 1993 werd het Joegoslavië-tribunaal opgericht, dat de oorlogsmisdaden die hadden plaatsgevonden moest berechten.

## Inhoud
Secretaris-generaal Ban Ki-moon had Serge Brammertz voorgedragen als openbaar aanklager van het Internationaal Tribunaal voor voormalig Joegoslavië. Dat tribunaal moest alle rechtszaken tegen eind 2008, en al haar werk tegen 2010 hebben afgerond. De Veiligheidsraad besliste Serge Brammertz aan te stellen als openbaar aanklager met ingang op 1 januari 2008 voor een vierjarige ambtstermijn, die eerder zou worden beëindigd wanneer het tribunaal eerder was afgelopen.

## Verwante resoluties
- Resolutie 1775 Veiligheidsraad Verenigde Naties
- Resolutie 1785 Veiligheidsraad Verenigde Naties
- Resolutie 1800 Veiligheidsraad Verenigde Naties (2008)
- Resolutie 1837 Veiligheidsraad Verenigde Naties (2008)

Lijst ·  1739 ·  1740 ·  1741 ·  1742 ·  1743 ·  1744 ·  1745 ·  1746 ·  1747 ·  1748 ·  1749 ·  1750 ·  1751 ·  1752 ·  1753 ·  1754 ·  1755 ·  1756 ·  1757 ·  1758 ·  1759 ·  1760 ·  1761 ·  1762 ·  1763 ·  1764 ·  1765 ·  1766 ·  1767 ·  1768 ·  1769 ·  1770 ·  1771 ·  1772 ·  1773 ·  1774 ·  1775 ·  1776 ·  1777 ·  1778 ·  1779 ·  1780 ·  1781 ·  1782 ·  1783 ·  1784 ·  1785 ·  1786 ·  1787 ·  1788 ·  1789 ·  1790 ·  1791 ·  1792 ·  1793 ·  1794